# 16 concertos pour clavecin solo BWV 972-987
Les 16 concertos pour clavecin solo BWV 972-987 sont des transcriptions pour le clavecin réalisées par Johann Sebastian Bach, de concertos composés par différents maîtres italiens ou allemands. 

## Historique
Leur composition remonte probablement aux années 1713 à 1716 pendant lesquelles Bach était au service du duc Guillaume II de Saxe-Weimar.
C'est à cette époque qu'ayant accès à la riche bibliothèque musicale de la cour ducale, il découvre la musique italienne et se passionne pour de nombreux compositeurs italiens anciens ou contemporains : Legrenzi, Corelli, Torelli, les frères Marcello (Alessandro et Benedetto), Albinoni et tout spécialement Frescobaldi et Vivaldi (dont l'Opus 3, L'Estro armonico a été publié par Estienne Roger à Amsterdam en 1711).
Cette découverte marque une étape importante de l'évolution de son style. Il recopie intégralement les Fiori musicali de Frescobaldi, et transcrit pour les instruments à clavier (clavecin et orgue) des concertos avec orchestre - principalement pour violon - afin de les jouer lui-même. Selon Forkel, Bach se serait livré à ce travail afin de se perfectionner. 
Peter Watchorn, qui les a enregistrés intégralement, pense cependant que ce travail peut résulter plutôt d'une commande du jeune Johann Ernst de Saxe-Weimar (dont plusieurs concertos sont transcrits) en arguant du fait que Bach aurait eu peu à apprendre d'un musicien amateur, certes très doué, mais plus jeune que lui et évidemment moins expérimenté.
Quelle qu'en soit l'origine, c'est dans ce contexte qu'apparaissent les 16 concertos numérotés BWV 972 à 987 dont la majorité sont des arrangements d'œuvres de Vivaldi ainsi que les 5 concertos pour orgue BWV 592-596 ; cependant quelques attributions restent inconnues ou incertaines et sujettes à débat entre spécialistes.

## Origines certaines ou probables
Origine probable de ces concertos :  
- BWV 972 - Concerto en ré majeur - Arrangement du 9e concerto op. 3 pour violon RV 230 d'Antonio Vivaldi (cycle de L'estro armonico)
- BWV 973 - Concerto en sol majeur - Arrangement du 8e concerto op. 7 pour violon RV 299 d'Antonio Vivaldi
- BWV 974 - Concerto en ré mineur - Arrangement du concerto pour hautbois en ré mineur d'Alessandro Marcello
- BWV 975 - Concerto en sol mineur - Arrangement du 6e concerto op. 4 pour violon RV 316 d'Antonio Vivaldi
- BWV 976 - Concerto en do majeur - Arrangement du 12e concerto pour violon op. 3 RV 265 d'Antonio Vivaldi (cycle de L'estro armonico)
- BWV 977 - Concerto en do majeur - Arrangement d'un concerto (peut-être d'Antonio Vivaldi)
- BWV 978 - Concerto en fa majeur - Arrangement du 3e concerto op. 3 RV 310 d'Antonio Vivaldi (cycle de L'estro armonico)
- BWV 979 - Concerto en si mineur - Arrangement d'un concerto en ré mineur de Giuseppe Torelli
- BWV 980 - Concerto en sol majeur - Arrangement du 1er concerto op. 4 pour violon RV 381 d'Antonio Vivaldi
- BWV 981 - Concerto en do mineur - Arrangement du 2e concerto pour violon op. 1 de Benedetto Marcello
- BWV 982 - Concerto en si bémol majeur - Arrangement du 1er concerto pour violon op. 1 du duc Johann Ernst de Saxe-Weimar
- BWV 983 - Concerto en sol mineur - Pourrait être une composition originale de Bach
- BWV 984 - Concerto en do majeur - Arrangement d'un concerto pour violon du duc Johann Ernst de Saxe-Weimar (aussi arrangé pour orgue, BWV 595)
- BWV 985 - Concerto en sol mineur - Arrangement d'un concerto pour violon de Georg Philipp Telemann
- BWV 986 - Concerto en sol majeur - Arrangement d'une œuvre non identifiée de Georg Philipp Telemann
- BWV 987 - Concerto en ré mineur - Arrangement du 4e concerto pour violon op. 1 du duc Johann Ernst de Saxe-Weimar

La première édition remonte à 1851 (Peters à Leipzig).
De ces 16 concertos, on peut rapprocher :
- BWV 592a - Concerto en sol majeur - Arrangement pour clavecin du concerto pour orgue BWV 592 (issu de Johann Ernst de Saxe-Weimar)

## Discographie
- Concerti BWV 972-987, Peter Watchorn - clavecin copie de Johann Heinrich Harrass (1665-1714), 2 CD Hänssler Classic (2000)